# Conseil provincial des sociétés culturelles
Le Conseil provincial des sociétés culturelles (CPSC ou CPSCNB) est un organisme de diffusion culturelle du Nouveau-Brunswick fondé en 1971. Il regroupe 16 sociétés culturelles et 3 membres associés. Le CPSC organise plusieurs projets culturels et communautaires.

## Historique
Le Conseil provincial des sociétés culturelles a vu le jour lors d’un colloque à Memramcook, au Nouveau-Brunswick (Canada) en 1971,. C'est lors de ce colloque ayant débuté le 7 février 1971 qu'un comité de diffusion culturelle se forme, donnant ensuite naissance au Conseil de promotion et de diffusion de la culture (CPDC) en 1973. Réjean Poirier est l'un de ses membres fondateurs, lui qui a aussi fondé entre autres le Théâtre populaire d'Acadie.
Deux ans après sa fondation, l'organisme, qui sera plus tard nommé le Conseil provincial des sociétés culturelles, se dote d’une direction provinciale et d’un comité consultatif de six représentants pour répondre aux besoins des associations culturelles existantes à cette époque au Nouveau-Brunswick. Jusqu’en 1976, le rôle principal du CPDC est dirigé vers la gérance d’artistes, acadiens ou non. Par la suite, cette gérance est abandonnée, sauf pour les tournées subventionnées et les artistes de la relève.
Au début, les grands dossiers du CPDC concernent principalement la diffusion des œuvres. Toutefois, en constatant les besoins croissants concernant le développement culturel, un changement de cap s’impose. Le CPDC prend peu à peu une plus grande place dans les questions à teneur politique et s’engage à sensibiliser les gouvernements sur les questions de développement culturel.
À partir de 1978, le CPDC n'accepte comme membres que les sociétés culturelles. Il reçoit comme mandat d’être leur porte-parole et d’être au service d’activités culturelles communautaires. À cette époque, le dossier de la permanence en région est une priorité pour le CPDC et ses membres. L’intégration culturelle en milieu scolaire et une coalition des arts et de la culture sont deux des points importants sur lesquels il doit agir et prendre position.
Outre ces grandes questions, différentes activités innovatrices apparaissent, et font encore aujourd’hui partie de la programmation culturelle des régions acadiennes et francophones de la province. C'est le cas de Contact Acadie, marché des arts de la scène francophone qui débute en 1982 et qui a finalement engendré la Francofête Dieppe Moncton.
Au moment de la mise en place d’un réseau de diffusion en 1985, le CPDC compte treize membres. En 1986, ce sont quinze organisations membres du CPDC qui auront droit à une exemption à la taxe d'amusement grâce aux efforts de négociation du CPDC et du New Brunswick Art Council, des économies importantes pour les membres.
Malgré les hauts et les bas que connaît le conseil au fil des ans, il reste le précurseur de RADARTS (pour Réseau atlantique des arts de la scène). Enfin, Surprenante Acadie a conduit des artistes acadiens sur diverses scènes québécoises et à l’international.
En 1989, avec Ramona LeBouthillier à la présidence, le CPDC devient le Conseil provincial des sociétés culturelles (CPSC),. L’organisme provincial continue d’être actif dans le développement culturel, l’intégration culturelle en milieu scolaire et la diffusion des arts de la scène. Il poursuit son lobbying auprès des gouvernements afin d’obtenir un meilleur financement et d’assurer la permanence en région pour ses quinze membres, soit douze sociétés culturelles et trois centres scolaires communautaires.
En 1999, Fernande Paulin commence un troisième mandat comme présidente du CPSC, au moment où une restructuration du conseil d'administration a lieu, avec comme but de l'alléger et d'améliorer les communications avec les régions.
Les changements que le CPSC subit au cours des années 1990 lui permettent de continuer son essor et de solidifier sa base. En l'an 2000, le CPSC cherche de nouveaux projets structurants, d'où l’émergence d’activités comme la FrancoFête en Acadie, ou le Festival de théâtre communautaire en Acadie et la Semaine provinciale du développement culturel,,.
En mai 2007, Marie-Thérèse Landry devient la nouvelle directrice du CPSC, succédant à Raymonde Boulay-LeBlanc. Mme Landry reste à la tête du CPSC depuis plus de 15 ans, occupant toujours le poste en 2024.
Le CPSC reçoit en 2011 la médaille Léger-Comeau, remise par la Société nationale de l'Acadie, qui reconnaît que les projets du CPSC ont un impact local, mais aussi international. Le prix lui est remis en raison de son rôle dans les communautés acadiennes, notamment par les liens qu'il crée entre les artistes et les citoyens par ses différents projets.
En 2013, le CPSC a un budget d'environ 325 000 $, ce qui représente un financement en augmentation depuis 2007, mais toujours insuffisant pour avoir un employé à temps plein dans chacune des sociétés culturelles régionales.
En septembre 2019, Ghislaine Foulem est élue présidente du CPSC. Vicky Caron l'avait précédée dans ce rôle.
Plus de quarante ans après sa naissance, le CPSC travaille toujours pour l’obtention d’une permanence en région et d’un financement stable pour ses membres.

## Mission
Le Conseil provincial des sociétés culturelles a comme mission de faire la promotion et la diffusion de la culture acadienne et francophone du Nouveau-Brunswick.
Plus spécifiquement, le CPSC contribue à plusieurs dossiers dans le milieu de la culture, par exemple l'intégration de la culture dans le milieu scolaire, le développement culturel ainsi que la diffusion des différents arts scéniques.

## Projets
L'Association des écrivains acadiens a été fondée en 1979 lors d'un congrès à l'Institut de Memramcook par ce qui s'appelait à l'époque le Conseil de promotion et de diffusion de la culture. Melvin Gallant en a été le premier président. L'association se penchera notamment sur l'enseignement de la littérature acadienne dans les écoles.
En 1980, c'est le Festival des métiers d'art acadien qui est mis sur pied par le Conseil de promotion et de diffusion de la culture et le ministère des Ressources culturelles et historiques, dans le but d'apporter un souffle nouveau à l'industrie artisanale acadienne du Nouveau-Brunswick, notamment en créant un marché annuel d'artisanat. Lors de la 3e édition, le marché a été visité par 15 000 personnes et a généré des ventes de 160 000 $. L'année suivante, en 1984, environ 300 artisans y participent.
Du 2 au 6 mai 1989 a lieu la première édition de l'événement Surprenante Acadie dans la ville de Québec, organisée par le Conseil de promotion et de diffusion de la culture du Nouveau-Brunswick et le Bureau de l'Acadie au Québec. Il s'agit d'une vitrine pour la culture acadienne, comprenant une exposition d'oeuvres visuelles, une exposition de livres, des projections de films, des représentations théâtrales et des activités musicales,.
En 2011, Le CPSC met sur pied un premier projet de toponymie dans la Vallée de Memramcook. À travers la cueillette d'information sur l'histoire de la région, les habitants, les édifices, les lieux, l'objectif du projet est de fortifier l'identité culturelle et de valoriser le patrimoine culturel des habitants, notamment la jeunesse. Des élèves seront entre autres appelés à mener des enquêtes ethnologiques, puis à faire une œuvre qui s'en inspire. Le projet de toponymie du CPSC sera ensuite nommé Entourage et élargi à d'autres régions, dont la Péninsule acadienne, le Madawaska, le Restigouche et le sud-est du Nouveau-Brunswick. En 2012, ce projet bénéficie d'un financement de 80 000 $.
Le CPSC remet également chaque année les prix Racines et Rhizome. Le prix Rhizome est octroyé à un organisme culturel qui s'est particulièrement démarqué, tandis que les prix Racines sont remis à des personnalités appuyant le développement culturel dans leur communauté.
Le CPSC organise et dirige aujourd'hui plusieurs projets culturels et communautaires, notamment le Festival international de slam/poésie en Acadie, le projet Vis-à-Visage, le collectif Slam'Acadie, et les tournées scolaires Les mots qui tournent et Les Écrans baladeurs.

## Membres
En 2024, le CPSC compte 16 sociétés culturelles membres et 3 membres associés qui permettent de faire rayonner le patrimoine artistique, culturel et historique de l'Acadie et du Nouveau-Brunswick.
Les 16 sociétés culturelles sont : la société culturelle de la Vallée de Memramcook, la société culturelle de Baie-St-Anne, la société culturelle des Hauts-Plateaux, la société culturelle de St-François, la société culturelle régionale Les Chutes, la société culturelle Kent-Sud, la société culturelle de Sud-Acadie,, la Maison de la culture, la société culturelle régionale de Kedgwick (depuis 2016), la société culturelle Kent-Nord, la société culturelle des Tracadilles (de retour en 2016 à la suite d'un départ en 2012), la société culturelle de la Baie des Chaleurs,, la société culturelle de Nigawouek inc., le Cercle culturel et historique Hilaron-Cyr inc., la société culturelle régionale de Népisiguit, la société culturelle Centr’Art.
Les trois membres associés sont le Centre Maillet, la société culturelle de la Grande région de Rogersville et le Festival Acadien.